# Ibuki (álbum)
Ibuki é o primeiro álbum do duo japonês Yoshida Brothers.
O álbum, lançado em 1999, foi um sucesso comercial, e vendeu 100.000 cópias. Além disso, o álbum rendeu 2 prêmios ao grupo: “Traditional Japanese Music Album Of The Year” no 15o prêmio anual da Japan Gold Disc Awards, e do “30th Anniversary Of Normalization Of Japan-China Diplomatic Relations Commemorative Special Prize.”

## Faixas
1.Modern - 2:19

2.Tsugaru Aiyabushi (Kenichi) - 4:01
	
3.Ibuki - 5:57	

4.Tsugaru Oharabushi (Ryoichiro) - 3:06
	
5.Tsugaru Yosarebushi (Kenichi) - 4:32
	
6.Tsugaru Jonkarabushi Kakeai Kyokuhiki (Ibuki Version) - 11:37	